# ヒューゴ・ウィーヴィング
ヒューゴ・ウォレス・ウィーヴィング（英語: Hugo Wallace Weaving, 1960年4月4日 - ）は、オーストラリアの俳優。身長188cm。

## 経歴
イギリス人の両親（父親は地震学者）の元にナイジェリアで生まれ、南アフリカ共和国、イギリスなどを経て、10代半ばに家族でオーストラリアへ移住した。
その後、ノックス・グラマー・スクールからオーストラリア国立演劇学院（NIDA）へ進学し、演劇を学んだ。1981年に同学の卒業後はシドニー・シアター・カンパニー（Sydney Theatre Company、STC）へ所属し、数多くの舞台に出演する。
1983年の『逆光の中の青春』で映画デビューした。
1984年にテレビドラマ『Bodyline』に主演し、若手俳優として注目された。
1991年に『Proof』で盲目の写真家役を演じた。
1998年の『The Interview』で犯罪被疑者役で出演し、オーストラリア映画協会賞主演男優賞を受賞した。
声優としても活動しており、『ベイブ』の牧羊犬レックスの吹き替えやアニメ映画の吹き替えを担当している。
『プリシラ』 、『マトリックス』三部作、『ロード・オブ・ザ・リング』三部作にて国際的な知名度を得たが、オーストラリアの低予算映画を愛し、現在もシドニーで舞台にも立っている。
『Vフォー・ヴェンデッタ』では主人公Vを仮面を装着したまま演じた。作品中のVのセリフは全てアフレコしている。

## 私生活
結婚はしていないがパートナーのカトリーナ・グリーンウッドとの間に2人の子供がいる。
趣味はスキーで、時折訪日して、北海道のスキー場でスキーを楽しんでいる。

## 主な出演作品

### 映画
| 公開年 | 邦題 原題                                                                            | 役名                                                                                       | 備考                                                                         | 吹き替え                                                        |
| ------ | ------------------------------------------------------------------------------------ | ------------------------------------------------------------------------------------------ | ---------------------------------------------------------------------------- | --------------------------------------------------------------- |
| 1983   | 逆光の中の青春 The City's Edge                                                       | アンディ・ホワイト                                                                         |                                                                              |                                                                 |
| 1987   | ライトハンド・マン/禁じられた抱擁 The Right Hand Man                                 | ネッド・デバイン                                                                           |                                                                              |                                                                 |
| 1988   | ミッドナイト・プリズナー Dadah Is Death                                              | ジェフリー・チェンバーズ                                                                   | テレビ映画                                                                   |                                                                 |
| 1989   | 囚われた女 Bangkok Hilton                                                            | リチャード・カーライル                                                                     | テレビ映画                                                                   |                                                                 |
| 1990   | ウェンディの見る夢は Wendy Cracked a Walnut                                          | ジェイク                                                                                   |                                                                              | 野島昭生                                                        |
| 1991   | Proof                                                                                | マーティン                                                                                 | オーストラリア映画協会賞主演男優賞 受賞                                      | N/A                                                             |
| 1993   | 保険屋に気をつけろ! Frauds                                                           | ジョナサン・ウィーツ                                                                       | 日本劇場未公開                                                               |                                                                 |
| 1993   | レックレス・ケリー/向こうみずで行こう! Reckless Kelly                                | サー・ジョン                                                                               | 日本劇場未公開                                                               |                                                                 |
| 1993   | バッド・アップル/堕ちた正義 The Custodian                                            | チャーチ                                                                                   | 日本劇場未公開                                                               |                                                                 |
| 1994   | プリシラ The Adventures of Priscilla, Queen of the Desert                            | ティック / ミッチ                                                                          |                                                                              |                                                                 |
| 1995   | ベイブ Babe                                                                          | レックス                                                                                   | 声の出演                                                                     | 坂口芳貞（ソフト版） 若松武史（日本テレビ版） 中村秀利（NHK版） |
| 1997   | 恋する2000マイル True Love and Chaos                                                 | モリス                                                                                     | 日本劇場未公開                                                               |                                                                 |
| 1998   | The Interview                                                                        | エディ・ロドニー・フレミング                                                               | オーストラリア映画協会賞主演男優賞 受賞 モントリオール世界映画祭 男優賞 受賞 | N/A                                                             |
| 1998   | ベイブ/都会へ行く Babe: Pig in the City                                              | レックス                                                                                   | 声の出演                                                                     | 坂口芳貞（ソフト版） 若松武史（日本テレビ版） 中村秀利（NHK版） |
| 1999   | マトリックス The Matrix                                                              | エージェント・スミス                                                                       |                                                                              | 中多和宏（ソフト版） 大塚芳忠（フジテレビ版）                   |
| 2001   | ロード・オブ・ザ・リング The Lord of the Rings: The Fellowship of the Ring           | エルロンド                                                                                 |                                                                              | 菅生隆之                                                        |
| 2002   | ロード・オブ・ザ・リング/二つの塔 The Lord of the Rings: The Two Towers              | エルロンド                                                                                 |                                                                              | 菅生隆之                                                        |
| 2003   | マトリックス リローデッド The Matrix Reloaded                                        | エージェント・スミス                                                                       |                                                                              | 中多和宏（劇場公開版） 大塚芳忠（フジテレビ版）                 |
| 2003   | マトリックス レボリューションズ The Matrix Revolutions                               | エージェント・スミス                                                                       |                                                                              | 中多和宏（劇場公開版） 大塚芳忠（フジテレビ版）                 |
| 2003   | ロード・オブ・ザ・リング/王の帰還 The Lord of the Rings: The Return of the King      | エルロンド                                                                                 |                                                                              | 菅生隆之                                                        |
| 2005   | リトル・フィッシュ Little Fish                                                       | ライオネル                                                                                 | オーストラリア映画協会賞主演男優賞 受賞 日本劇場未公開                       | （吹き替え版なし）                                              |
| 2005   | Vフォー・ヴェンデッタ V for Vendetta                                                 | V                                                                                          |                                                                              | 菅生隆之                                                        |
| 2006   | ハッピー フィート Happy Feet                                                         | ノア長老                                                                                   | 声の出演                                                                     | 水野龍司                                                        |
| 2007   | トランスフォーマー Transformers                                                      | メガトロン                                                                                 | 声の出演                                                                     | 中村浩太郎                                                      |
| 2008   | The Tender Hook                                                                      | McHeath                                                                                    |                                                                              | N/A                                                             |
| 2009   | トランスフォーマー: リベンジ Transformers:Revenge of the Fallen                      | メガトロン                                                                                 | 声の出演                                                                     | 中村浩太郎                                                      |
| 2009   | ラスト・ライド〜最後の旅立ち〜 Last Ride                                             | ケヴ                                                                                       | 日本劇場未公開                                                               |                                                                 |
| 2010   | ウルフマン The Wolfman                                                               | アバライン警部                                                                             |                                                                              | 佐々木勝彦                                                      |
| 2010   | ガフールの伝説 Legend of the Guardians: The Owls of Ga'Hoole                         | グリンブル（キンメフクロウ）                                                               | 声の出演                                                                     | 斎藤志郎                                                        |
| 2010   | オレンジと太陽 Oranges and Sunshine                                                  | ジャック                                                                                   | オーストラリア映画協会賞助演男優賞 受賞                                      |                                                                 |
| 2011   | キャプテン・アメリカ/ザ・ファースト・アベンジャー Captain America: The First Avenger | ヨハン・シュミット / レッドスカル                                                          |                                                                              | 山路和弘                                                        |
| 2011   | トランスフォーマー/ダークサイド・ムーン Transformers: Dark of the Moon               | メガトロン                                                                                 | 声の出演                                                                     | 中村浩太郎                                                      |
| 2011   | ハッピー フィート2 踊るペンギンレスキュー隊 Happy Feet Two                           | ノア長老                                                                                   | 声の出演                                                                     | 水野龍司                                                        |
| 2012   | ホビット 思いがけない冒険 The Hobbit: An Unexpected Journey                          | エルロンド                                                                                 |                                                                              | 菅生隆之                                                        |
| 2012   | クラウド アトラス Cloud Atlas                                                        | ハスケル・ムーア、タデウシュ・ケッセルリング、ビル・スモーク、ナース・ノークス、ジョージー |                                                                              | 稲葉実                                                          |
| 2013   | ミステリーロード/欲望の街 Mystery Road                                               | Johnno                                                                                     | 日本劇場未公開                                                               |                                                                 |
| 2013   | The Turning                                                                          | Bob Lang                                                                                   |                                                                              | N/A                                                             |
| 2014   | ブレイキング・ゴッド The Mule                                                        | トム・クロフト捜査官                                                                       |                                                                              | （吹き替え版なし）                                              |
| 2014   | ホビット 決戦のゆくえ The Hobbit: The Battle of the Five Armies                      | エルロンド                                                                                 |                                                                              | 菅生隆之                                                        |
| 2015   | 虹蛇と眠る女 Strangerland                                                            | デヴィッド・レイ                                                                           |                                                                              | 西垣俊作                                                        |
| 2015   | 復讐のドレスコード The Dressmaker                                                    | ファレット巡査部長                                                                         | 別題『リベンジャー 復讐のドレス』 日本劇場未公開                             | （吹き替え版なし）                                              |
| 2016   | ハクソー・リッジ Hacksaw Ridge                                                       | トム・ドス                                                                                 |                                                                              | 広瀬彰勇                                                        |
| 2018   | リベンジャー・スクワッド 宿命の荒野 Black '47                                        | ハナ                                                                                       | 日本劇場未公開 WOWOWにて放映                                                 |                                                                 |
| 2018   | 移動都市/モータル・エンジン Mortal Engines                                           | サディアス・ヴァレンタイン                                                                 |                                                                              | 大塚芳忠                                                        |
| 2019   | Hearts and Bones                                                                     | Daniel Fisher                                                                              |                                                                              | N/A                                                             |
| 2019   | Measure for Measure                                                                  | Duke                                                                                       |                                                                              | N/A                                                             |
| 2022   | Expired                                                                              | Dr. Michael Bergman                                                                        |                                                                              | N/A                                                             |
| 2023   | ロイヤルホテル The Royal Hotel                                                       | ビリー                                                                                     |                                                                              |                                                                 |
| 2023   | The Rooster                                                                          | The Hermit                                                                                 |                                                                              |                                                                 |

### テレビ
| 放映年    | 邦題 原題                                 | 役名                   | 備考          | 吹き替え |
| --------- | ----------------------------------------- | ---------------------- | ------------- | -------- |
| 2010      | クリーバー・グリーン: 型破りな弁護士 Rake | Prof Graham Murray     | 計1話出演     |          |
| 2018      | パトリック・メルローズ Patrick Melrose    | デヴィッド・メルローズ | 計5話出演     | 内田直哉 |
| 2021-2023 | Love Me                                   | Glen                   | 計12話出演    | N/A      |
| 2023      | コアラマン Koala Man                      | King Emudeus           | 計1話声の出演 |          |
| 2024      | 窓際のスパイ Slow Horses                  | フランク・ハークネス   |               | 広瀬彰勇 |

## 主な受賞
- オーストラリア映画協会賞

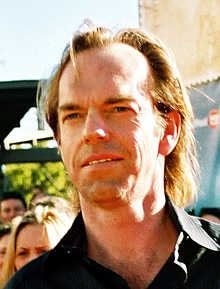
2003年、『ロード・オブ・ザ・リング/王の帰還』のプレミアにて

  - 1991年度 最優秀主演男優 『Proof』
  - 1998年度 最優秀主演男優 『The Interview』
  - 2005年度 最優秀主演男優 『Little Fish』
- 全米映画俳優組合賞
  - 2003年度 キャスト賞 『ロード・オブ・ザ・リング/王の帰還』
- モントリオール世界映画祭
  - 2005年度 主演男優賞 『The Interview』